# Estación Barón
Barón es una estación de la línea de Tren Limache-Puerto. Está ubicada en el barrio El Almendral, junto al Muelle Barón y a faldas del Cerro Barón, en la intersección de las avenidas Argentina, España y Errázuriz en Valparaíso.
En su entorno se encuentra la Casa Central y las sedes Monseñor Gimpert y Rubén Castro de la Pontificia Universidad Católica de Valparaíso, el Mercado Cardonal, el Ascensor Barón y el centro comercial Portal Valparaíso.
Fue la primera estación construida del ferrocarril Santiago-Valparaíso, estando activa ininterrumpidamente desde 1855. Sobrevive, de una de sus primeras edificaciones, el monumento histórico de la Torre Reloj Barón.

## Historia

### SigloXIX
La primera piedra de la estación fue colocada el 1 de octubre de 1852, en una ceremonia presidida por el intendente de Valparaíso Manuel Blanco Encalada y por el obispo de Concepción Diego Elizondo Prado, que moriría un par de días más tarde. Los primeros trabajos del Ferrocarril Santiago-Valparaíso partieron con la edificación de la estación, que se encontraba sobre un puente apoyado en los muros de canalización del estero de Las Delicias, que aquí desembocaba en el mar. Su ubicación radicaba en el poco espacio que se tenía junto al cerro homónimo.

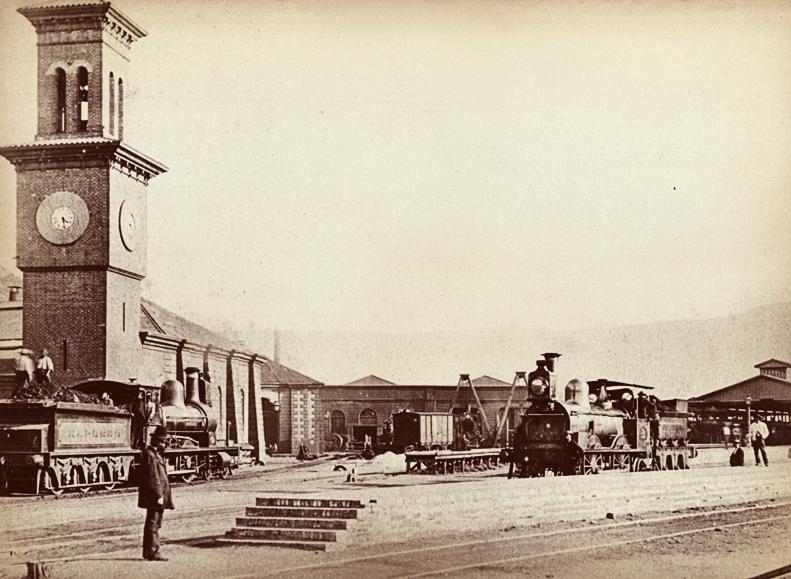
Estación y Torre Reloj Barón (c.)

El 16 de septiembre de 1855, luego del término de los trabajos que llegaban hasta estación El Salto, fue inaugurado el primer tramo del ferrocarril, que partía desde Barón. Con una ceremonia de bendición de la estación, los trenes partieron en medio de salvas de artillería y música de bandas militares. Hasta 1868, con la inauguración de la estación Bellavista, fue la estación terminal del servicio. Los talleres de maestranza y tornamesa utilizados tanto por el ferrocarril Santiago-Valparaíso como por el Metro Regional de Valparaíso se encontraban junto a la estación, hoy actualmente en ruinas. Empleaban a cerca de 400 obreros y era la maestranza más importante de la red ferroviaria (con 2250 metros cuadrados). Junto con ello, se creó una torre del reloj, que era el punto de referencia de la estación.
En 1866, la estación resultó severamente dañada por el bombardeo realizado durante la Guerra hispano-sudamericana, por lo que debió ser reparada. Se consta que en 1870, la estación era de madera y de dos pisos de altura: en el primero se encontraban las boleterías y oficinas de encomiendas y equipajes, la oficina del jefe de estación, la oficina telegráfica y algunas galerías comerciales; en el superior estaba la tesorería del ferrocarril, la oficina de empleados, la de ingenieros y la de su jefe.

### SigloXX
Entre 1922 y 1928, es demolida y reconstruida la estación, simplificando su diseño en un edificio de solo una planta. Por entonces, se había pensando en su cierre, fruto tanto del cambio de la infraestructura vial de la zona, como del público al que atendía. El 17 de enero de 1923 se construyen los cimientos, cierros y el camino plano desde plaza Barón hasta la torre del reloj. En ese mismo año es finalizada la construcción de la Escuela de Maquinistas de Barón, construida bajo la dirección de Esteban Godoy, y mandatada a ser construida el 14 de mayo.
Este edificio se mantuvo hasta mediados del siglo XX.

### SigloXXI
La estación utilizada por MERVAL fue desmantelada para construir la actual, que presta servicios a Tren Limache-Puerto, con una infraestructura bastante simple que cuenta con dos andenes y una pequeña caseta que funciona como boletería. Abajo de esta se encuentra una subestación eléctrica. La estación junto con el resto de la línea fueron reianugurados el 23 de noviembre de 2005.
La antigua Maestranza y tornamesa Barón fueron abandonados, debido a la construcción de otros nuevos junto a estación Limache, para el mantenimiento de los automotores X'Trapolis 100.

## Origen etimológico
El nombre de la estación deriva a que se encuentra a los pies del cerro Barón.

## Conexión con Red Valparaíso de Movilidad

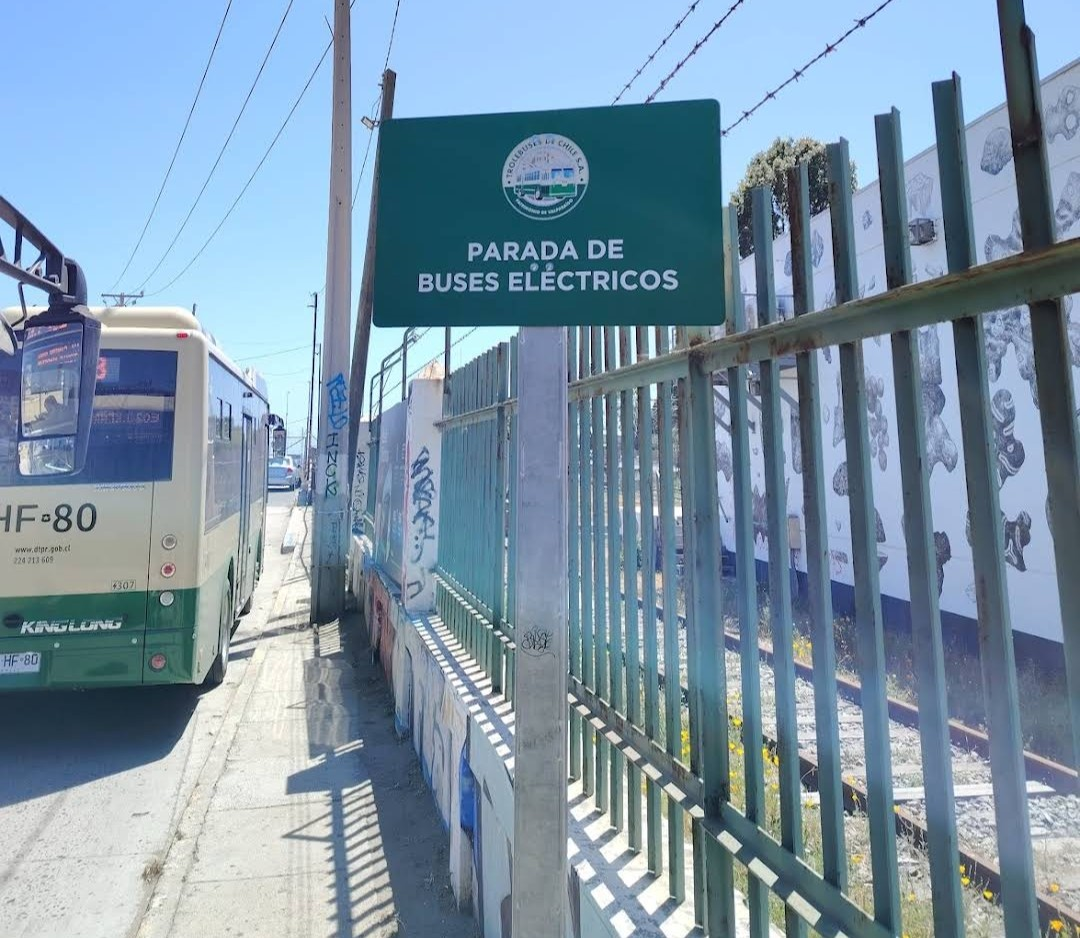
Paradero de buses eléctricos en la vialidad interior del nudo Barón.

Al costado este de la estación se encuentra un punto de detención para los recorridos 101, 103, 104, 106, 214, 601, 602, 606 y 608.[cita requerida]
Con el inicio de los servicios de Red Valparaíso de Movilidad, se incorporaron nuevos servicios de pasajeros que conectan a la estación ferroviaria Barón con varios nuevos recorridos de buses.
Los recorridos E02, E03 y E04 iniciaron sus operaciones el 24 de septiembre de 2024, mientras que los recorridos E01 y E05 comenzaron sus operaciones el 12 de noviembre del mismo año.
El punto de detención de estos buses se encuentra en el costado oeste de la estación.
La estación cuenta con conexión de buses eléctricos pertenecientes a la Unidad de negocio 13 operada por Trolebuses de Chile S.A. de la Red Valparaíso de Movilidad. Los siguientes recorridos poseen tarifa integrada de bus+tren:
| Paradero                                | Servicio            | Recorrido |
| --------------------------------------- | ------------------- | --- |
| Paradero 1 / Parada de Buses eléctricos | Bajada de pasajeros | Bajada de pasajeros |
| Paradero 2 / Parada de Buses eléctricos | E01                 | Vialidad Interior Nudo Barón - Av. Argentina - Av. José Santos Ossa - Noruega - Caletera José Santos Ossa - La Planchada - Tierras Rojas - Charles de Gaulle - Av. Rodelillo - Av. Juan Pablo II - San José María Escrivá - Monseñor Álvaro del Portillo.                                 |
| Paradero 2 / Parada de Buses eléctricos | E02                 | Vialidad interior Nudo Barón - Av. Argentina - Av. Santos Ossa - Thomas Kingston - Av. Bernardo O'Higgins - Av. Kenrick. |
| Paradero 2 / Parada de Buses eléctricos | E03                 | Vialidad interior Nudo Barón - Av. Argentina - Av. José Santos Ossa - Ruta 68 - Av. Central - Av. Obispo Valdés S. - Rotonda El Sol - Av. Curauma Sur - Rotonda Llanos de Curauma - Av. Cardenal Samoré - Av. Lomas de La Luz - Av. Borde Laguna - Av. Universidad - Av. Camino del Agua. |